# Sarmanowo
Sarmanowo (ros. Сарманово) – wieś (sieło) w Rosji, w Tatarstanie, ośrodek administracyjny rejonu sarmanowskiego. W 2010 liczyła 7153 mieszkańców.